# Председнички избори у САД 1972.
Председнички избори у 1972 су били у уторак 7. новембра, и такмичили су се актуелни председник Ричард Никсон, и сенатор из Јужне Дакоте Џорџ Мекговерн. До председничких избора у 1984. је то била највећа победа у Изборничком колегијуму од стране републиканца.

## Главни кандидати
| Lp. | Слика | Име            | Слика | Кандидат за потпредседника | Странка               |
| --- | ----- | -------------- | ----- | -------------------------- | --------------------- |
| 1.  |       | Ричард Никсон  |       | Спиро Егњу                 | Републиканска странка |
| 2.  |       | Џорџ Мекговерн |       | Саргент Шрајвер            | Демократска странка   |

## Резултати
| Кандидат         | Странка                     | Гласови    | Гласови  | Изборници |
| Кандидат         | Странка                     | Број       | Проценат | Изборници |
| ---------------- | --------------------------- | ---------- | -------- | --------- |
| Ричард Никсон    | Републиканска странка       | 47.168.710 | 60,67%   | 520       |
| Џорџ Мекговерн   | Демократска странка         | 29.173.222 | 37,52%   | 17        |
| Џон Џ. Шмиц      | Америчка независна          | 1.100.896  | 1,42%    | 0         |
| Линда Џенес      | Социјалистичка радничка     | 83.380     | 0,11%    | 0         |
| Бенџамин Спок    | Народна                     | 78.759     | 0,10%    | 0         |
| Луис Фишер       | Социјалистичка странка рада | 53.814     | 0,07%    | 0         |
| Џон Хосперс      | Либертаријанска странка     | 3.674      | 0,00%    | 1         |
| Остали кандидати | Остали кандидати            | 81.575     | 0,10%    | 0         |
| Укупно           | Укупно                      | 77.744.030 | 100%     | 538       |